# Coupe du monde des clubs de la FIFA 2015
Navigation
Maroc 2014 Japon 2016
La Coupe du monde des clubs de la FIFA 2015 est la 12e édition de la Coupe du monde des clubs de la FIFA. Elle se tient du 10 au 20 décembre 2015 au Japon pour la sixième fois de son histoire. Le pays organisateur a été choisi en avril 2015 par la Fédération internationale de football association (FIFA).
Les clubs champions continentaux des six confédérations continentales de football disputent le tournoi en compagnie du champion du pays organisateur. Le FC Barcelone remporte la compétition pour la troisième fois de son histoire en battant River Plate 3-0 en finale.

## Candidatures
Quatre pays se sont portés candidats à l'organisation de cette compétition, le processus d'attribution a débuté en février 2014 pour s'achever en avril 2015 pour désigner les pays hôtes des éditions 2015 à 2018 de la compétition.
Les deux pays candidats pour les éditions 2015 et 2016 étaient les suivants :
- Inde
- Japon

L'Inde s'est finalement retirée de la compétition, laissant le Japon comme seul candidat pour les éditions 2015-2016. Le 23 avril 2015, la FIFA attribue officiellement la compétition au seul candidat restant, le Japon.

## Proposition de changement du format
Un changement de format mené par l'OFC a été proposé afin de remplacer les deux premiers tours de la compétition par une phase de deux groupes de trois équipes opposant deux équipes du pays hôte et les quatre champions continentaux hors UEFA et CONMEBOL. Le vainqueurs de ces groupes affronteraient alors les champions européens et sud-américains en demi-finale comme aujourd'hui. Cette proposition a pour but que toutes les équipes participant à la compétition jouent au moins deux matchs, ce qui n'est pas le cas aujourd'hui, puisque l'équipe éliminée au premier tour ne se déplace que pour un seul match. La FIFA étudie cette possibilité mais ne souhaite pas la mettre en application pour l'édition 2015 de la compétition.

## Clubs qualifiés
Les équipes participant à la compétition sont les vainqueurs des plus grandes compétitions inter-clubs de chaque confédération. Le vainqueur de la confédération océanienne doit quant à lui affronter le vainqueur du championnat du pays hôte.
| Club                    | Pays                    | Confédération           | Épreuve qualificative                        |
| Entrent en demi-finales | Entrent en demi-finales | Entrent en demi-finales | Entrent en demi-finales                      |
| ----------------------- | ----------------------- | ----------------------- | -------------------------------------------- |
| FC Barcelone            | Espagne                 | UEFA                    | Ligue des champions de l'UEFA 2014-2015      |
| River Plate             | Argentine               | CONMEBOL                | Copa Libertadores 2015                       |
| Entrent au second tour  |                         |                         |                                              |
| Club América            | Mexique                 | CONCACAF                | Ligue des champions de la CONCACAF 2014-2015 |
| TP Mazembe              | RD Congo                | CAF                     | Ligue des champions de la CAF 2015           |
| Guangzhou Evergrande    | Chine                   | AFC                     | Ligue des champions de l'AFC 2015            |
| Entrent au premier tour |                         |                         |                                              |
| Auckland City FC        | Nouvelle-Zélande        | OFC                     | Ligue des champions de l'OFC 2014-2015       |
| Sanfrecce Hiroshima     | Japon                   | AFC                     | J-League 2015 (pays hôte)                    |

## Organisation
| \| Osaka Yokohama \| Sites de la Coupe du monde des clubs 2015 |
| Osaka Yokohama                                                 |

| Osaka Yokohama |

| \| Osaka Yokohama \| Sites de la Coupe du monde des clubs 2015 |
| Osaka Yokohama                                                 |

| Osaka Yokohama |

| Premier tour           | 10 décembre    |
| Second tour            | 13 décembre    |
| Match pour la 5e place | 16 décembre    |
| Demi-finales           | 16-17 décembre |
| Match pour la 3e place | 20 décembre    |
| Finale                 | 20 décembre    |

## Tournoi
Les rencontres du tournoi se disputent selon les lois du jeu, qui sont les règles du football définies par l'International Football Association Board (IFAB).
En cas d'égalité à l'issue du temps réglementaire, une prolongation de 30 minutes est jouée et le cas échéant une séance de tirs au but. Pour les matchs de classement (troisième et cinquième places), il n'y a pas de prolongation, seule la séance de tirs au but est éventuellement jouée.

### Tableau
|  | 1er tour               | 1er tour             |                        |              | 2e tour              | 2e tour             |                 |                 | Demi-finales | Demi-finales |  |  | Finale                 | Finale                 |
|  | 10 décembre - Yokohama |                      |                        |              |                      |                     |                 |                 |              |              |  |  |                        |                        |
|  | Sanfrecce Hiroshima    | 2                    |                        |              | 13 décembre - Osaka  | 13 décembre - Osaka |                 |                 |              |              |  |  |                        |                        |
|  | Sanfrecce Hiroshima    | 2                    |                        |              | 13 décembre - Osaka  | 13 décembre - Osaka |                 |                 |              |              |  |  |                        |                        |
|  | Auckland City FC       | 0                    |                        |              | TP Mazembe           | 0                   |                 |                 |              |              |  |  |                        |                        |
|  | Auckland City FC       | 0                    | 16 décembre - Osaka    |              | TP Mazembe           | 0                   |                 |                 |              |              |  |  |                        |                        |
|  |                        |                      |                        |              | Sanfrecce Hiroshima  | 3                   |                 |                 |              |              |  |  |                        |                        |
|  | Sanfrecce Hiroshima    | 0                    |                        |              | Sanfrecce Hiroshima  | 3                   |                 |                 |              |              |  |  |                        |                        |
|  | Sanfrecce Hiroshima    | 0                    |                        |              |                      |                     |                 |                 |              |              |  |  |                        |                        |
|  |                        |                      | River Plate            | 1            |                      |                     |                 |                 |              |              |  |  |                        |                        |
|  |                        |                      | River Plate            | 1            |                      |                     |                 |                 |              |              |  |  |                        |                        |
|  |                        |                      | 20 décembre - Yokohama |              |                      |                     |                 |                 |              |              |  |  |                        |                        |
|  |                        |                      |                        |              |                      |                     |                 |                 |              |              |  |  |                        |                        |
|  | River Plate            | 0                    |                        |              |                      |                     |                 |                 |              |              |  |  |                        |                        |
|  | River Plate            | 0                    | 13 décembre - Osaka    |              |                      |                     |                 |                 |              |              |  |  |                        |                        |
|  |                        | FC Barcelone         | 3                      |              |                      |                     |                 |                 |              |              |  |  |                        |                        |
|  |                        |                      | 3                      | Club América | 1                    |                     |                 |                 |              |              |  |  |                        |                        |
|  | 17 décembre - Yokohama |                      |                        | Club América | 1                    |                     |                 |                 |              |              |  |  |                        |                        |
|  |                        | Guangzhou Evergrande | 2                      |              |                      |                     |                 |                 |              |              |  |  |                        |                        |
|  | FC Barcelone           | Guangzhou Evergrande | 2                      | 3            |                      |                     |                 |                 |              |              |  |  |                        |                        |
|  | FC Barcelone           | Cinquième place      | Cinquième place        | 3            |                      |                     | Troisième place | Troisième place |              |              |  |  |                        |                        |
|  |                        | Cinquième place      | Cinquième place        |              | Guangzhou Evergrande | 0                   | Troisième place | Troisième place |              |              |  |  |                        |                        |
|  | Club América           | 2                    | Sanfrecce Hiroshima    | 2            | Guangzhou Evergrande | 0                   |                 |                 |              |              |  |  |                        |                        |
|  | Club América           | 2                    | Sanfrecce Hiroshima    | 2            |                      |                     |                 |                 |              |              |  |  |                        |                        |
|  | TP Mazembe             | 1                    | Guangzhou Evergrande   | 1            |                      |                     |                 |                 |              |              |  |  |                        |                        |
|  | TP Mazembe             | 1                    | Guangzhou Evergrande   | 1            |                      |                     |                 |                 |              |              |  |  |                        |                        |
|  | 16 décembre - Osaka    | 16 décembre - Osaka  |                        |              |                      |                     |                 |                 |              |              |  |  | 20 décembre - Yokohama | 20 décembre - Yokohama |

### Premier tour
| 10 décembre 2015             | Sanfrecce Hiroshima        | 2 - 0   | Auckland City FC | Stade Nissan, Yokohama                                                |                                                                       |
| 19 h 45 (UTC+9) 11h30 (CEST) | Minagawa 9e · Shiotani 70e | (1 - 0) |                  | Spectateurs : 19 421 Diffuseur : Canal+ Sport Arbitrage : Sidi Alioum | Spectateurs : 19 421 Diffuseur : Canal+ Sport Arbitrage : Sidi Alioum |
| 19 h 45 (UTC+9) 11h30 (CEST) | Rapport                    |         |                  | Spectateurs : 19 421 Diffuseur : Canal+ Sport Arbitrage : Sidi Alioum | Spectateurs : 19 421 Diffuseur : Canal+ Sport Arbitrage : Sidi Alioum |

### Second tour
| 13 décembre 2015            | Club América | 1 - 2   | Guangzhou Evergrande            | Stade Nagai, Osaka                                                       |                                                                          |
| 16 h 00 (UTC+9) 8h00 (CEST) | Peralta 55e  | (0 - 0) | 80e Zheng (en) · 90+3e Paulinho | Spectateurs : 18 772 Diffuseur : Canal+ Sport Arbitrage : Jonas Eriksson | Spectateurs : 18 772 Diffuseur : Canal+ Sport Arbitrage : Jonas Eriksson |
| 16 h 00 (UTC+9) 8h00 (CEST) | Rapport      |         |                                 | Spectateurs : 18 772 Diffuseur : Canal+ Sport Arbitrage : Jonas Eriksson | Spectateurs : 18 772 Diffuseur : Canal+ Sport Arbitrage : Jonas Eriksson |

| 13 décembre 2015             | TP Mazembe | 0 - 3   | Sanfrecce Hiroshima                  | Stade Nagai, Osaka                                                      |                                                                         |
| 19 h 30 (UTC+9) 11h30 (CEST) |            | (0 - 1) | 44e Shiotani · 56e Chiba · 78e Asano | Spectateurs : 23 609 Diffuseur : Canal+ Sport Arbitrage : Wilmar Roldán | Spectateurs : 23 609 Diffuseur : Canal+ Sport Arbitrage : Wilmar Roldán |
| 19 h 30 (UTC+9) 11h30 (CEST) | Rapport    |         |                                      | Spectateurs : 23 609 Diffuseur : Canal+ Sport Arbitrage : Wilmar Roldán | Spectateurs : 23 609 Diffuseur : Canal+ Sport Arbitrage : Wilmar Roldán |

#### Match pour la cinquième place
| 16 décembre 2015            | Club América               | 2 - 1   | TP Mazembe | Stade Nagai, Osaka                                                        |                                                                           |
| 16 h 30 (UTC+9) 8h30 (CEST) | Benedetto 19e · Zúñiga 28e | (2 - 1) | 43e Kalaba | Spectateurs : 11 686 Diffuseur : Canal+ Sport Arbitrage : Alireza Faghani | Spectateurs : 11 686 Diffuseur : Canal+ Sport Arbitrage : Alireza Faghani |
| 16 h 30 (UTC+9) 8h30 (CEST) | Rapport                    |         |            | Spectateurs : 11 686 Diffuseur : Canal+ Sport Arbitrage : Alireza Faghani | Spectateurs : 11 686 Diffuseur : Canal+ Sport Arbitrage : Alireza Faghani |

### Demi-finales
| 16 décembre 2015             | Sanfrecce Hiroshima | 0 - 1   | River Plate | Stade Nagai, Osaka                                                       |                                                                          |
| 19 h 30 (UTC+9) 11h30 (CEST) |                     | (0 - 0) | 72e Alario  | Spectateurs : 20 133 Diffuseur : Canal+ Sport Arbitrage : Jonas Eriksson | Spectateurs : 20 133 Diffuseur : Canal+ Sport Arbitrage : Jonas Eriksson |
| 19 h 30 (UTC+9) 11h30 (CEST) | Rapport             |         |             | Spectateurs : 20 133 Diffuseur : Canal+ Sport Arbitrage : Jonas Eriksson | Spectateurs : 20 133 Diffuseur : Canal+ Sport Arbitrage : Jonas Eriksson |

| 17 décembre 2015             | FC Barcelone                                | 3 - 0   | Guangzhou Evergrande | Stade Nissan, Yokohama                                                 |                                                                        |
| 19 h 30 (UTC+9) 11h30 (CEST) | 39e Suárez · 50e Suárez · 67e (pen.) Suárez | (1 - 0) |                      | Spectateurs : 63 870 Diffuseur : Canal+ Sport Arbitrage : Joel Aguilar | Spectateurs : 63 870 Diffuseur : Canal+ Sport Arbitrage : Joel Aguilar |
| 19 h 30 (UTC+9) 11h30 (CEST) | Rapport                                     |         |                      | Spectateurs : 63 870 Diffuseur : Canal+ Sport Arbitrage : Joel Aguilar | Spectateurs : 63 870 Diffuseur : Canal+ Sport Arbitrage : Joel Aguilar |

### Match pour la troisième place
| 20 décembre 2015            | Sanfrecce Hiroshima       | 2 - 1   | Guangzhou Evergrande | Stade Nissan, Yokohama                                                   |                                                                          |
| 16 h 00 (UTC+9) 8h00 (CEST) | 70e Douglas · 83e Douglas | (0 - 1) | 4e Paulinho          | Spectateurs : 47 968 Diffuseur : Canal+ Sport Arbitrage : Matthew Conger | Spectateurs : 47 968 Diffuseur : Canal+ Sport Arbitrage : Matthew Conger |
| 16 h 00 (UTC+9) 8h00 (CEST) | Rapport                   |         |                      | Spectateurs : 47 968 Diffuseur : Canal+ Sport Arbitrage : Matthew Conger | Spectateurs : 47 968 Diffuseur : Canal+ Sport Arbitrage : Matthew Conger |

### Finale
| Finale                                        | River Plate | 0 - 3   | FC Barcelone                        | Stade Nissan, Yokohama                                                    |                                                                           |
| 20 décembre 2015 19 h 30 (UTC+9) 11h30 (CEST) |             | (0 - 1) | 36e Messi · 49e Suárez · 68e Suárez | Spectateurs : 66 853 Diffuseur : Canal+ Sport Arbitrage : Alireza Faghani | Spectateurs : 66 853 Diffuseur : Canal+ Sport Arbitrage : Alireza Faghani |
| 20 décembre 2015 19 h 30 (UTC+9) 11h30 (CEST) | Rapport     |         |                                     | Spectateurs : 66 853 Diffuseur : Canal+ Sport Arbitrage : Alireza Faghani | Spectateurs : 66 853 Diffuseur : Canal+ Sport Arbitrage : Alireza Faghani |

## Récompenses
| Rang | Club                 | Pays             | Prime       |
| ---- | -------------------- | ---------------- | ----------- |
| 1    | FC Barcelone         | Espagne          | 5 000 000 $ |
| 2    | River Plate          | Argentine        | 4 000 000 $ |
| 3    | Sanfrecce Hiroshima  | Japon            | 2 500 000 $ |
| 4    | Guangzhou Evergrande | Chine            | 2 000 000 $ |
| 5    | Club América         | Mexique          | 1 500 000 $ |
| 6    | TP Mazembe           | RD Congo         | 1 000 000 $ |
| 7    | Auckland City FC     | Nouvelle-Zélande | 500 000 $   |

| Prix              | Lauréat        | Club         |
| ----------------- | -------------- | ------------ |
| Ballon d'or       | Luis Suárez    | FC Barcelone |
| Ballon d'argent   | Lionel Messi   | FC Barcelone |
| Ballon de bronze  | Andrés Iniesta | FC Barcelone |
| Prix du fair-play | FC Barcelone   | FC Barcelone |

## Classement des buteurs
| Rang | Joueur           | Club                 | Buts |
| ---- | ---------------- | -------------------- | ---- |
| 1    | Luis Suárez      | FC Barcelone         | 5    |
| 2    | Paulinho         | Guangzhou Evergrande | 2    |
| 2    | Tsukasa Shiotani | Sanfrecce Hiroshima  | 2    |
| 2    | Douglas          | Sanfrecce Hiroshima  | 2    |

| Joueurs ayant inscrit un but | Joueurs ayant inscrit un but | Joueurs ayant inscrit un but | Joueurs ayant inscrit un but | Joueurs ayant inscrit un but |
| ---------------------------- | ---------------------------- | ---------------------------- | ---------------------------- | ---------------------------- |
| 5                            | Lucas Alario                 | River Plate                  | 1                            |                              |
| 5                            | Lionel Messi                 | FC Barcelone                 | 1                            |                              |
| 5                            | Rainford Kalaba              | TP Mazembe                   | 1                            |                              |
| 5                            | Zheng Long (en)              | Guangzhou Evergrande         | 1                            |                              |
| 5                            | Martín Zúñiga                | Club América                 | 1                            |                              |
| 5                            | Darío Benedetto              | Club América                 | 1                            |                              |
| 5                            | Oribe Peralta                | Club América                 | 1                            |                              |
| 5                            | Takuma Asano                 | Sanfrecce Hiroshima          | 1                            |                              |
| 5                            | Kazuhiko Chiba               | Sanfrecce Hiroshima          | 1                            |                              |
| 5                            | Yusuke Minagawa              | Sanfrecce Hiroshima          | 1                            |                              |